# Олесун
О̀лесун (на норвежки: Ålesund) е град и едноименна община в северната част на южна Норвегия. Разположен е на брега на Норвежко море и на островите Норвьой и Аспьой във фюлке Мьоре ог Ромсдал. Първите сведения за града датират от 15 век. Получава статут на град през 1848 г. Получава статут на община на 1 януари 1838 г. Има риболовно пристанище. Риболов, производство на мебели и туризъм. Население от 45 900 жители според данни от преброяването към 1 юли 2008 г.

## Спорт
Представителният футболен отбор на града носи името ФК Олесунс. Играл е в най-горните две нива на норвежкия футбол.

## Известни личности
Родени в Олесун
- Едвард Мосер (р. 1962), биолог
- Йон Арне Риисе (р. 1980), футболист